# Vincent Carloix
Vincent Carloix , parfois Charloy  ou de Carloys (1535-1571) est un écrivain français du XVIe siècle. Il est l'auteur de divers mémoires,,,,,, relatifs à l'Histoire de France.
Secrétaire de François de Scépeaux, (contemporain du roi Henri II), Sire de Vieilleville, Comte Duretal, dont la rédaction des mémoires lui fut attribuée  ,.

## Analyses et critiques dialectiques au fil du temps
En 1757, le père Griffet , jésuite, fait imprimer le manuscrit qu'il a découvert, il en rédige la préface et les notes, soulignant la «fraîcheur de coloris et d'images, l'originalité des tournures» du récit de ce «témoin oculaire qu'on doit considérer comme un monument précieux et utile pour l'éclaircissement de l'histoire» .
En 1778, l'abbé Garnier émet des doutes quant à la véracité de ces mémoires, en 1893, l'abbé Ch. Marchand publie un ouvrage dans lequel il «n'accepte qu'avec prudence» les faits tels que relatés, pointant des invraisemblances, des faits imaginaires et relevant des documents fabriqués contredits par des documents authentiques, contestant même leur paternité,.
Alphonse-Victor Angot dit l'abbé Angot publie à son tour une analyse critique: « Vincent Carloix », dans Alphonse-Victor Angot, Ferdinand Gaugain, Dictionnaire historique, topographique et biographique de la Mayenne, Goupil, 1900-1910, t. III, p. 699-700 ; t. IV, p. 868 « François de Scépeaux ».
En 2006, Christine Isom-Verhaaren, auteur de The Political Uses of Fabricated Accounts from the Sixteenth to the Twentyfirst Century, trad: (Les usages politiques de récits fabriqués du seizième au vingt-et-unième siècle), indique que pour combattre la propagande des Habsbourg et plus particulièrement de Charles Quint dont les intérêts différaient de ceux de la France, les auteurs français du XVIe siècle, dont Vincent Carloix, en loyaux serviteurs de leur seigneur, avaient pris soin de transcrire leur point de vue, qui à la lumière de la comparaison avec des documents authentiques longtemps négligés par les historiens du passé, informe, complète et renouvelle la compréhension des politiques occidentales au XVIe siècle .